# 角屋重樹
角屋重樹（かどや しげき、1949年 ‐ ）は、日本の教育学者。広島大学名誉教授、日本体育大学教授。

## 来歴
三重県生まれ。1973年広島大学教育学部卒、80年同大学院教育学研究科教科教育学（理科教育）専攻博士課程単位取得退学。97年「動的世界像の科学観による理科学習指導に関する基礎的研究 -仮説テスト活動の分析」で広島大学より博士（教育学）の学位を取得。1980年広島大学教育学部助手、82年宮崎大学教育学部講師、84年助教授、91年文部省初等中等教育局教科調査官、広島大学教育学部教授、教育学研究科教授、広島大学附属福山高等学校校長、2011年定年退任、名誉教授、国立教育政策研究所教育課程研究センター基礎研究部部長、日本体育大学児童スポーツ教育学部教授。理科の授業で学習指導要領を教えている。国立教育政策研究所名誉所員、日本教科教育学会会長。

## 著書
- 『理科学習指導の革新』 東洋館出版社、1998
- 『小学校理科確かな学力を育てるPISA型授業づくり』 明治図書出版　2008
- 『なぜ、理科を教えるのか 理科教育がわかる教科書』 文溪堂、2013、BOOKS教育の泉
- 『生活科・理科から総合的な学習へ 小一～小六実践資料』監修・著、小学館、2001、教育技術mook
- 『生活科の授業展開と新しい評価 新指導要領にピッタリ』監修・著、小学館、2002、教育技術mook
- 『総合的な学習の授業展開と新しい評価 新指導要領にピッタリ』監修・著、小学館、2002、教育技術mook
- 『理科の授業展開と新しい評価 新指導要領にピッタリ』監修・著、小学館、2002、教育技術mook
- 『小学校理科の単元展開と評価 資質・能力をはぐくむ 教材を効果的に活用したシステムづくり』監修・著、文溪堂、2004

### 共編著
- 『初等理科の原理 教科教育学の発想から』武村重和共著、初教出版、1980
- 『理科「関心・意欲・態度」の評価技法』編著、明治図書出版、1993、新学力の評価研究
- 『新しい学力観に立つ授業展開のポイント 小学校理科』桜井純子ほか企画・編集 奥井智久共編著、東洋館出版社、1994
- 『新しい学力観に立つ理科の学習指導と評価』川上昭吾共編、明治図書出版、1994
- 『観点別評価の手順 データの集め方・判定の仕方 こうすればできる 小学校理科』石田恒好共編、図書文化社、1994
- 『小学校中／高学年理科の指導と評価 新しい学力観に立つ』奥井智久共編著、教育開発研究所、1994、図解指導と評価シリーズ
- 『「もの」と体験で組立てる新理科教材の授業づくり』全3巻 奥井智久共編、明治図書出版、1994
- 『理科の学習活動と評価カード』編、小学館、1994、小学校の授業と評価
- 『こまったときの性指導 はじめての「性教育」もこれで安心! 実践事例集』田能村祐麒共編著、小学館、1995、学級経営資料. 教育技術mook
- 『自然を感ずる心と学び方 東京発"ビルとタンポポ"』全小理、都小理共編著、明治図書出版、1995、全小理研究シリーズ
- 『理科授業を面白くするアイデア大百科、1 新学力観に立つ年間計画・単元構成のアイデア』石井雅幸共編著、明治図書出版、1996
- 『新しい理科の資質・能力を育てる指導法の開発 仮説-確証・反証の授業の実践』全小理,都小理共編著、明治図書出版、1998、全小理研究シリーズ
- 『新しい教育課程と学習活動の実際 理科』編著、東洋館出版社、1999、小学校新学習指導要領実践
- 『改訂小学校学習指導要領の展開 理科編』編著、明治図書出版、1999
- 『小学校新教育課程の解説 理科』編著、第一法規出版、1999
- 『新小学校教育課程講座 理科』編著、ぎょうせい、1999
- 『問いが生まれる場とその展開 新学習指導要領目標・内容とその解説 小学校理科』矢野英明,大西秀彦共編、初教出版、1999
- 『「発信型の学び」をめざす総合的学習 古都・金沢発"自力解決できる子"』金沢市立明成小学校共編著、明治図書出版、1999、総合的学習への挑戦
- 『理科の授業をどう創るか 鼎談・小学校新教育課程』池田博,石井雅幸共著、明治図書出版、1999
- 『小学校理科教育はこう変わる ニューサイエンスを求めて 理論実践』森本信也共編著、学校図書、2000、新教育21シリーズ
- 『見通しをもって学ぶ子どもを育てる理科学習 小学校3－6年』森本信也,村山哲哉共編著、東洋館出版社、2000
- 『理科の授業と評価 子どもが感じ考え実感する 3－6年』後藤良秀,石井雅幸共編、教育出版、2002
- 『新しい理科教育の理論と実践の方法』奥井智久監修 編著、現代教育社、2003
- 『これからの理科研究授業 小学校高・中学年編』福田章人共編著、明治図書出版、2003、研究授業シリーズ
- 『小学校理科の学ばせ方・教え方事典』林四郎,石井雅幸共編、教育出版、2005
- 『小学校学習指導要領の解説と展開 Q&Aと授業改善のポイント・展開例 理科編』安彦忠彦監修、石井雅幸共編著、教育出版、2008
- 『新小学校理科・重点指導事項の実践開発 新学習指導要領の指導事例』編著、明治図書出版、2009
- 『新理科の考え方と授業展開 全学年・全単元の指導計画例 小学校 小学校新学習指導要領改訂のポイントと授業改善の方法がわかる』編著、文溪堂、2009、授業づくりシリーズ
- 『「ことば」で伸ばす子どもの学力 小学校・言語活動の評価と指導のポイント』小森茂共編著、ぎょうせい、2010
- 『新しい学びを拓く理科授業の理論と実践 小学校編』編著、ミネルヴァ書房、2011、Minerva21世紀教科教育講座
- 『小学校理科これでバッチリ!観察・実験の指導』石井雅幸,福田章人共編著、文溪堂、2012、指導のこつシリーズ

## 参考サイト
- セブンネット
- J-GLOBAL